# 黃廣田
黃廣田（1879年12月13日—1936年4月5日），廣東南海人。

## 事迹
出生於香港，早年就讀於皇仁書院，畢業後選為政府文員，在港府服務18年。1922年出任團防局委員，同時擔任華人後備警察隊司令官、聖約翰救傷監督、飛行會會董及香港大學校董。1923年出任鐘聲慈善社第四屆社長。1925年出任潔淨局議員，致力於改善香港公共衛生環境。
在其個人商業方面，早年參加九龍啟德機場填築計劃。同時又成立啟德汽車公司，並出任該公司經理。後又出任太古輪船公司藍煙囪公司買辦，還創辦廣田行車公司，自任經理。又兼娛樂公司、新界擴展公司董事數職，商業方面涉及甚廣。
1930年，華商總會改選，黃廣田被選為主席，在其任內修改總會章程，將總會改為有限公司，及向各國駐港領事交涉，取得簽發證書權。又向香港大學交涉，每年由總會選送商科學額2名。由於黃廣田先生在任期間，勇於任職，為總會發展作出較大貢獻，遂以蟬聯3屆華商總會主席，成為香港商界著名代表人物。
1935年底，黃廣田積勞成疾，不幸染上肺病，屢醫無效。染病期間，黃廣田仍然堅持工作，為社會事務奔走。1936年4月5日，終因病而亡，葬於跑馬地天主教聖彌額爾墳場